# Béki Gabriella
Béki Gabriella Irén (Budapest, 1949. december 16. –) magyar szociológus, országgyűlési képviselő (SZDSZ).

## Életpályája

### Tanulmányai
1968-ban érettségizett az I. István Pénzügyi Technikumban. 1969–1974 között a Marx Károly Közgazdaságtudományi Egyetem tanár szakán tanult. 1983–1986 között az ELTE BTK szociológia szakán tanult.

### Karrierje
1968–1969 között a Szénsavtermelő Vállalat pénztárosaként dolgozott. 1974–1980 között a Nehézipari Minisztérium Ipargazdasági és Üzemszervezési Intézetének kutatójaként dolgozott. 1980–1983 között az Országos Egészségnevelési Intézet tudományos kutatója volt. 1983–1990 között a Semmelweis Egyetem szociológiai tanársegéde volt.

### Politikai pályafutása
1988-ban az SZDSZ alapító tagja, az országos tanács tagja és a szervezőbizottság vezetője. 1990-től országgyűlési képviselő (SZDSZ). 1990–1994 között, 2003–2005 között, valamint 2007 óta ügyvivője. 1990–1994 között az oktatási, ifjúsági és sportbizottság tagja volt. 1994–1998 között a szociális és egészségügyi bizottság tagja volt. 1997 óta a szociálpolitikai tagozat vezetője. 1998–2002 között az egészségügyi és szociális bizottság, valamint a társadalmi szervezetek bizottságának tagja volt. 1998–2003 között az országos tanács elnöke volt. 2002–2006 között a szociális és családügyi bizottság alelnöke, a foglalkoztatási és munkaügyi bizottság tagja, valamint a társadalmi szervezetek bizottságának tagja volt. 2002–2010 között az országgyűlés jegyzője volt. 2004-ben európai parlamenti képviselőjelölt volt. 2006–2008 között az egészségügyi bizottság tagja volt. 2006–2010 között az ifjúsági, szociális és családügyi bizottság tagja volt. 2006 óta az Interparlamentáris Unió magyar nemzeti csoportjának alelnöke.

## Munkássága
Kutatási területe az életmódkutatás és a pályakezdő orvosok helyzete. A demokratikus átalakulás elindításában úttörő szerepet játszó Rakpart Klub rendszeres látogatója, majd vezetőségi tagja volt.

## Művei
- Lépcsőfokok. Interjúk a volt Istvánosokkal; szerk. Béki Gabriella; Volt Istvánosok Baráti Köre Egyesület, Bp., 2014-
- Szabó Balázsné Dr. Róka Gizella, 1937-; Volt Istvánosok Baráti Köre, Bp., 2014 (Tanárok a Szent István Közgazdasági Szakközépiskolában)

## Családja
Szülei: Béki János (1918-) és Fülöp Margit (1924-). Két gyermeke van; Árva Tamás (1976) és Árva Péter (1978).